# Lista de ervas e especiarias culinárias

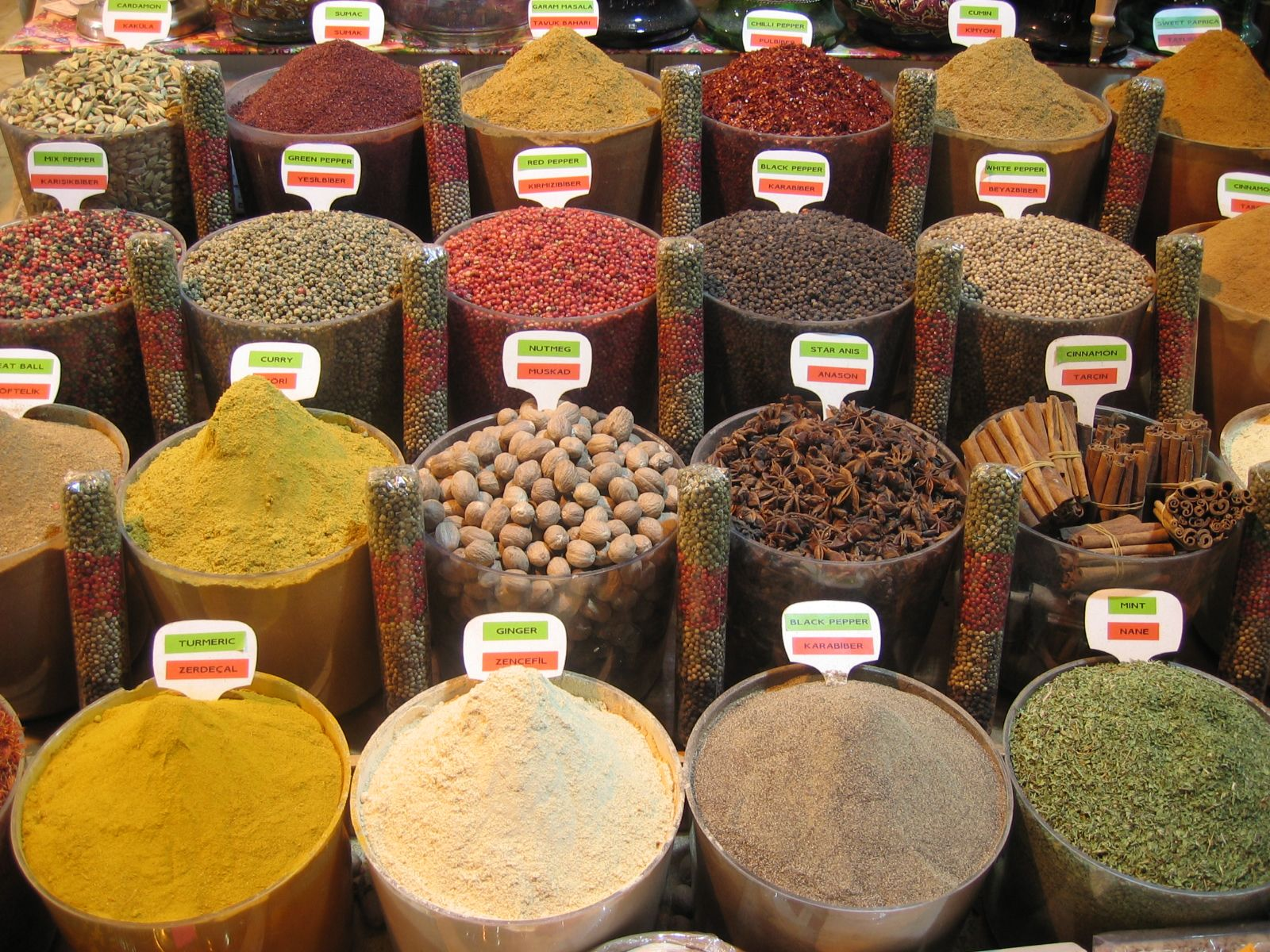
Um mercado de especiarias em Istambul

Esta é uma lista de ervas e especiarias culinárias. Especificamente, são aditivos para alimentos ou bebidas, em sua maioria de origem botânica, usados em quantidades nutricionalmente insignificantes.
Esta lista não contém plantas fictícias, como a aglaophotis, nem drogas recreativas, como o tabaco.
Essa lista não inclui plantas usadas principalmente para chás de ervas nem produtos vegetais puramente medicinais, como a valeriana.

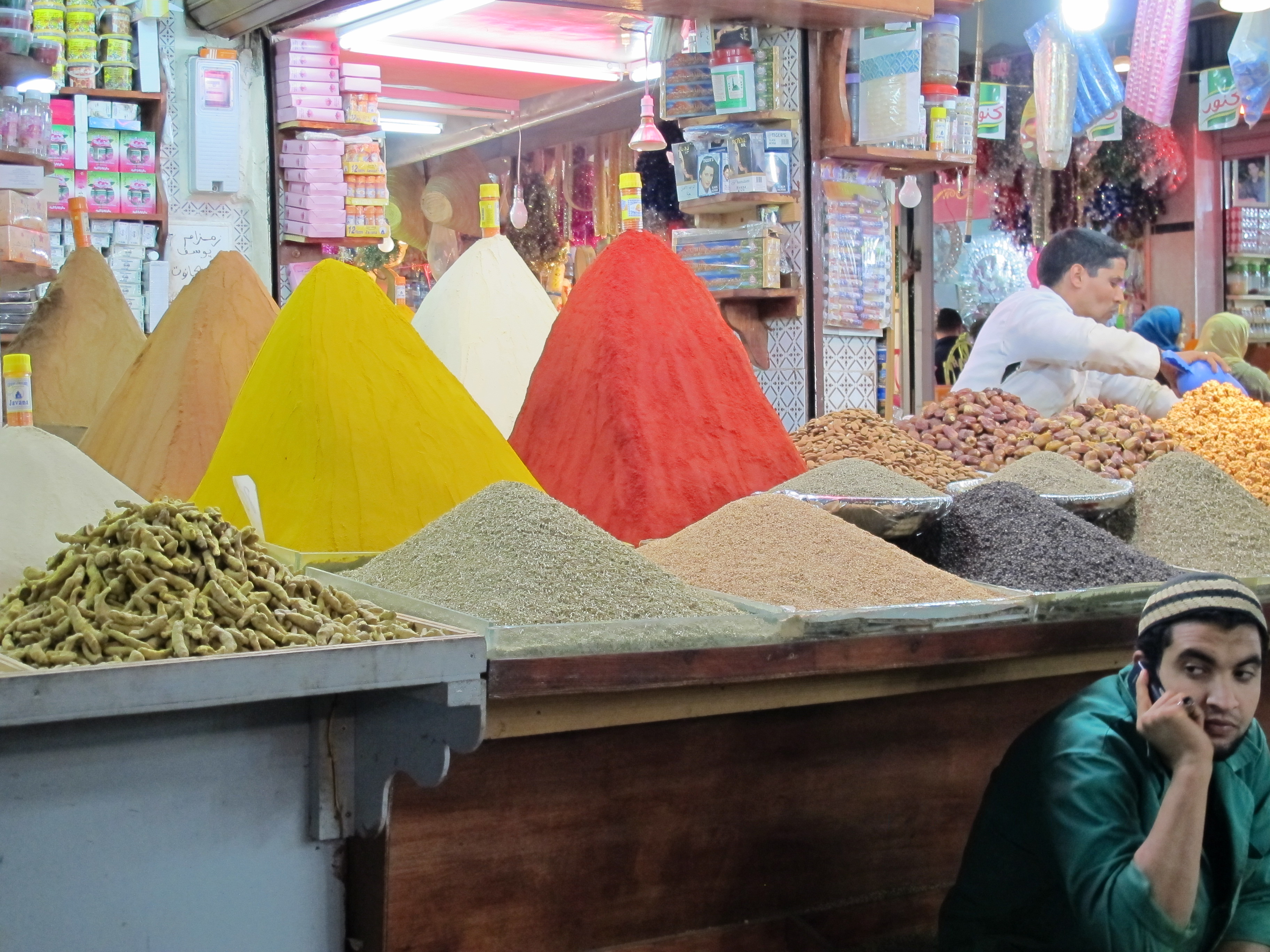
Mercado noturno de especiarias em Casablanca.

## A
- Abacate, folha (Persea americana)
- Abelmosco (Abelmoschus moschatus)
- Absinto (Artemisia absinthium)
- Acácia; semente (de cerca de 120 spp. de Acacia australiana)
- Açafrão (Crocus sativus)
- Açafrão-bastardo, açafroa, açafrol, cártamo (Carthamus tinctorius), somente para cor amarela
- Agasyllis latifolia
- Aipo; folha (Apium graveolens)
- Aipo-dos-cavalos, cegude, esmínio-da-rama-parda, ou salsa-de-cavalo (Smyrnium olusatrum)
- Aipo, salsão; semente (Apium graveolens)
- Ajowan (Trachyspermum ammi) (Paquistão, sul da Ásia, Índia, Afeganistão, Irã, Egito, Eritreia e Etiópia)
- Alcaçuz, regaliz (Glycyrrhiza glabra)
- Alcaparra (Capparis spinosa)
- Alcaravia, cominho-armênio (Carum carvi)
- Alfarroba (Ceratonia siliqua)
- Alecrim (Rosmarinus officinalis)
- Alho (Allium sativum)
- Angélica (Angelica archangelica)
- Anis, erva-doce (Pimpinella anisum)
- Anis estrelado (Illicium verum)
- Anis murta, em inglês: aniseed myrtle (Syzygium anisatum) (Austrália)
- Artemísia (Artemisia spp.)
- Aroeira-salso (Schinus molle)
- Aroeira-vermelha (Schinus terebinthifolius)
- Arruda (Ruta chalepensis, Ruta graveolens)
- Assa-fétida (Ferula assafoetida)
- Aspérula-odorífera (Galium odoratum)
- Azedinha (Rumex acetosa)

## B
- Balsamita, hortelã-francesa (Tanacetum balsamita)
- Bastão-do-imperador (Etlingera elatior) (Indonésia)
- Baunilha (Vanilla planifolia)
- Berberis (Berberis vulgaris e outras Berberis spp.)
- Boldo-do-chile (Peumus boldus)
- Borragem (Borago officinalis)

## C
- Calamintha nepeta (Itália)
- Cananga-do-japão (Kaempferia galanga) (Java, Bali)
- Canela-branca (Canella winterana)
- Canela-da-Indonésia (Cinnamomum burmannii, Cassia vera)
- Canela-de-sassafrás, pó de filé, gumbo filé (Sassafras albidum)
- Canela Saigon ou vietnamita (Cinnamomum loureiroi)
- Canela verdadeira ou do Ceilão (Cinnamomum verum, C. zeylanicum)
- Cao guo, cardamomo chinês (Lanxangia tsaoko) (China)
- Capim-limão (Cymbopogon citratus, C. flexuosus e outros Cymbopogon spp.)
- Cardamomo (Elettaria cardamomum)
- Cardamomo negro; badi ilaichi (Amomum subulatum, Amomum costatum) (Índia, Paquistão)
- Cássia, canela-da-China (Cinnamomum cassia)
- Cebolinha (Allium schoenoprasum)
- Cebolinha chinesa, nirá (Allium tuberosum)
- Cerefólio (Anthriscus cerefolium)
- Charolya indiana, charoli, chironji  (Buchanania lanzan)
- Chicória (Cichorium intybus)
- Cinnamon myrtle (Backhousia myrtifolia) (Austrália)
- Coentro (Coriandrum sativum)
- Coentro ou menta vietnamita (Persicaria odorata)
- Coentro; semente (Coriandrum sativum)
- Combava; folhas (Citrus hystrix) (Sudeste Asiático)
- Cominho (Cuminum cyminum)
- Cominho negro (Bunium persicum) (sul da Ásia), não ser confundido com Nigella sativa
- Cravo-da-índia (Syzygium aromaticum)
- Cravo- de-defunto, chinchilho (Tagetes minuta)

- Cubeba (Piper cubeba)
- Curry, árvore-do-caril; folha (Murraya koenigii)

## E
- Endro (Anethum graveolens)
- Endro, semente (Anethum graveolens)
- Eríngio, coentro-bravo (Eryngium foetidum)
- Erva-benta ou sanamunda (Geum urbanum)
- Erva-benta, sanamunda (Geum urbanum)
- Erva-cidreira (Melissa officinalis)
- Erva de horopito (Pseudowintera colorata) (Nova Zelândia)
- Erva-de-santa-maria, mentruz (Dysphania ambrosioides)
- Erva-do-caril (Helichrysum italicum)
- Esclareia, sálvia esclareia (Salvia sclarea)
- Estragão (Artemisia dracunculus)
- Eucalipto hortelã (Eucalyptus dives)
- Eucalipto staigeriana (Eucalyptus staigeriana) (Austrália)
- Eucalyptus olida (Austrália)

## F
- Fava tonka, cumaru (Dipteryx odorata)
- Feno-grego (Trigonella foenum-graecum)
- Feno-grego azul, meliloto azul (Trigonella caerulea)
- Flor de pândano (Pandanus odoratissimus)
- Folha de pândano (Pandanus amaryllifolius)
- Funcho, erva-doce (Foeniculum vulgare)

## G
- Galanga-grande, galangal, gengibre do Laos ou gengibre tailandês (Alpinia galanga)
- Galanga-pequena, galanga-da-China (Alpinia officinarum)
- Gengibre (Zingiber officinale)
- Golpar, erroneamente conhecida como "semente de angelica" (Heracleum persicum) (Irã)
- Gualtéria (Gaultheria procumbens)

## H
- Hissopo (Hyssopus officinalis)
- Hoja santa, hierba santa, acuyo, yerba santa (Piper auritum) (México)
- Hortelã, menta (Mentha spp.), 25 espécies, centenas de variedades
- Hortelã-pimenta (Mentha piperata)
- Hortelã-verde (Mentha spicata)

## J
- Jakhya, mostarda selvagem (Cleome viscosa)
- Jambu (Acmella oleracea) (Brasil)
- Jasmim; flor (Jasminum spp.)
- Jimbu (Allium hypsistum) (Nepal)

## K
- Keluak, kluwak, kepayang (Pangium edule)
- Kinh gioi, bálsamo vietnamita, hortelã de verão com crista (Elsholtzia ciliata)
- Kokam (Garcinia indica) (confeitaria indiana)
- Korarima, cardamomo etíope, falso cardamomo (Aframomum corrorima) (Eritreia)
- Koseret; folhas (Lippia abyssinica) (Etiópia)
- Kutjera (Solanum centrale) (Austrália)

## L
- Lavanda (Lavandula spp.)
- Leptotes bicolor (Paraguai e sul do Brasil)
- Levedura de arroz vermelho, ang-khak, "levedura vermelha" (Monascus purpureus) (China)
- Levístico (Levisticum officinale)
- Louro (Laurus nobilis)
- Louro da Califórnia (Umbellularia californica)
- Louro-da-Índia; tejpat, mālobathrum (Cinnamomum tamala)
- Louro indiano ocidental (Pimenta racemosa)
- Louro indonésio; louro indonésio, folha de salam, daun salam (Syzygium polyanthum)
- Louro mexicano; laurél (Litsea glaucescens)
- Lúcia-lima (Lippia citriodora)

## M
- Macis (Myristica fragrans)
- Mahlab (Prunus mahaleb)
- Manjericão-de-folha-larga (Ocimum basilicum)
- Manjericão limão (Ocimum × citriodorum)
- Manjericão santo Tulsi (Ocimum tenuiflorum)
- Manjericão tailandês (O. basilicum var. thyrsiflora)
- Manjerona (Origanum majorana)
- Malvariço, hortelã-da-folha-grossa, borragem indiana, orégano cubano (Coleus amboinicus)
- Malabar tamarindo ou goraka (Garcinia cambogia)
- Mástique (Pistacia lentiscus)
- Menta-peixe, giấp cá; folha (Houttuynia cordata) (Vietnã)
- Menta-peixe, zhé ěrgēn; rizoma (Houttuynia cordata) (províncias de Guizhou, Sujuão, Iunã e Quancim da China)
- Milefólio (Achillea millefolium)
- Mostarda-amarela (Brassica hirta = Sinapis alba)
- Mostarda-branca (Sinapis alba)
- Mostarda-castanha (Brassica juncea)
- Mostarda-preta (Brassica nigra)
- Murta limão, limão murta perfumado, árvore verbena doce (Backhousia citriodora) (Austrália)

## N
- Nardo (Nardostachys grandiflora ou N. jatamansi)
- Nigella, também conhecida cominho negro (Nigella sativa)
- Ngo om (Limnophila aromatica) (Vietnã)
- Njangsa (Ricinodendron heudelotii) (África Ocidental)
- Noz-moscada (Myristica fragrans)

## O
- Orégano (Origanum vulgare, O. heracleoticum e outras espécies)
- Orégano mexicano (Lippia graveolens)

## P
- Pampinela (Sanguisorba minor)
- Pápalo (Porophyllum ruderale) (México e América do Sul)

- Papoula, semente (Papaver somniferum)

- Perilla (Mentha pulegium)
  - Shissô (folhas de Perilla frutescens var. crispa)

- Persea, persicária-mordaz, persicária-picante, pimenta-da-água ou pimentela (Polygonum hydropiper)
- Pimenta-caiena (Capsicum annuum)
- Pimenta chili (Capsicum spp.)
- Pimenta-da-África (Xylopia aethiopica)
- Pimenta-da-Guiné, grão-do-paraíso, malagueta (Aframomum melegueta)
- Pimenta da Jamaica, pimenta dioica (Pimenta dioica)
- Pimenta da montanha, pimenta alpina, pimenta-da-Tasmânia (Tasmannia lanceolata)
- Pimenta da Tasmânia, dorrigo (Tasmannia stipitata) (Austrália)
- Pimenta de jacaré, tempero mbongo (mbongochobi), pimenta hepper (Aframomum danielli, A. citratum, A. exscapum) (África Ocidental)
- Pimenta-de-Sichuan, pimenta-chinesa (Zanthoxylum piperitum)
- Pimenta-jalapenho (cultivar Capsicum annuum)
- Pimenta-longa (Piper longum)
- Pimenta-preta (Piper nigrum)
- Pimenta voatsiperifery (Piper borbonense) (Madagascar)
- Pimento, pimentão, pimenta caiena, páprica (Capsicum annuum)
- Pipicha (Porophyllum linaria) (México)
- Poejo (Mentha pulegium)
- Priprioca (Cyperus articulatus)
- Purslane, beldroega comum, baldroega, onze-horas

## Q
- Quássia-amarga, quássia-de-caiena, pau-amarelo, pau-tenente, quássia-da-jamaica, quássia-do-suriname, cássia, pau-amargo, pau-de-surinã, pau-quassia (Quassia amara), especiaria amarga em aperitivos e algumas cervejas e vinhos fortificados

## R
- Rábano (Armoracia rusticana)
- Raiz do dedo, temu kuntji, krachai, k'cheay (Boesenbergia rotunda) (Java, Tailândia, Camboja)
- Raiz da Rainha Elizabeth (orris) (Iris germanica, I. florentina, I. pallida)

## S
- Sabugueiro, flor (Sambucus spp.)
- Salepo (Orchis mascula)
- Salsa, salsinha (Petroselinum crispum)
- Sálvia (Salvia officinalis)
- Sassafrás (Sassafras albidum)
- Segurelha-anual (Satureja hortensis)
- Segurelha-das-montanhas, segurelha-de-inverno (Satureja montana)
- Semente de gergelim, sésamo (Sesamum indicum)
- Serpilho, serpão, erva-ursa (Thymus serpyllum)
- Sílfio (culinária romana antiga, culinária grega antiga)
- Sison amomum[1][2][3]
- Soagem-dos-tintureiros (Alkanna tinctoria), para dar cor vermelha
- Sumagre (Rhus coriaria)
- Sweet cicely (Myrrhis odorata)

## T
- Tilia; flor (Tilia spp.)
- Tomilho (Thymus vulgaris)
- Tomilho-limão (Thymus citriodorus)

## U
- Urucum, anato ou coloral (Bixa orellana)

## W
- Wasabi, raiz-forte (Wasabia japonica)

## Y
- Yerba buena, hierbabuena, hortelã, qualquer uma das quatro espécies diferentes, muitas não relacionadas

## Z
- Za'atar (ervas dos gêneros Origanum, Calamintha, Thymus e Satureja)
- Zedoária (Curcuma zedoaria)
- Zimbro, baga (Juniperus communis)